# Bosc secundari

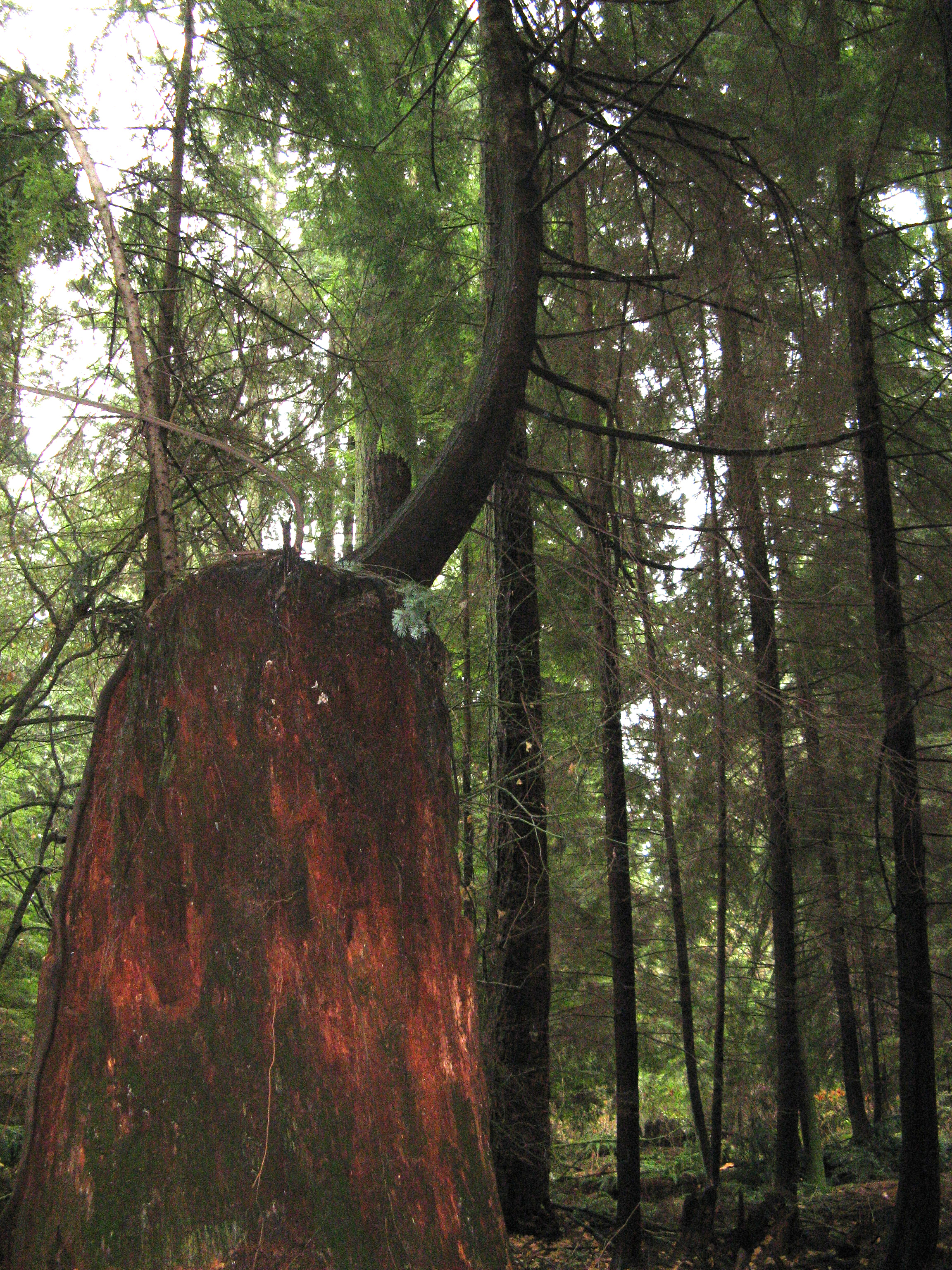
Bosc secundari del Parc Stanley a Vancouver, Canadà.

Un bosc secundari és un bosc jove, els arbres dominants o que conformen el dosser superior del qual, són relativament coetanis. En silvicultura i ecologia forestal s'empra el terme renoval per referir-se a aquest tipus de boscos
Els boscos secundaris presenten un origen producte d'alteracions. Aquestes poden ser d'origen natural (esllavissades de terra, erosions per glaceres, erosions en riberes de rius, incendis naturals) o antròpic (cremes, incendis provocats, desmunt massiu de boscos originals i posterior abandonament després d'un ús silvoagropecuari). Les espècies colonitzadores d'arbres poden dominar ràpidament el lloc i constituir aquestes formacions boscoses en relativament breus períodes, raó per la qual les edats dels arbres que conformen aquests boscos estan dins d'un interval similar, en contrast amb boscos originals, en què els arbres que els formen presenten diversos i amplis rangs d'edats.
En diversos tipus de boscos naturals, els boscos secundaris presenten un alt potencial per al desenvolupament de la silvicultura.